# Atherstone (Schiff)
Die HMS Atherstone (L05) war das Typschiff der neuen Geleitzerstörer der Hunt-Klasse der britischen Royal Navy, von denen 20 noch im Frieden bestellt worden waren. Im Zweiten Weltkrieg wurden weitere in den ersten Kriegsbauprogrammen bestellt und insgesamt 86 Zerstörer der Hunt-Klasse gebaut, von denen einige zuerst bei der polnischen, norwegischen, griechischen und frei-französischen Marine in Dienst kamen.
Bei der Erprobung der Atherstone wurde ein Konstruktionsfehler des Ursprungsentwurfs erkannt, so dass die Friedensbestellung nicht mit der geplanten Hauptbewaffnung von drei 102-mm-Zwillingsgeschütze in Einsatz kommen konnte und auf das dritte überhöhte Geschütz am Heck verzichtet wurde. Auf der Atherstone und einigen frühen Schwesterschiffen wurde es während der Erprobung wieder entfernt.
Die Atherstone diente von 1940 bis Mitte 1943 in den britischen Küstengewässern und kam mit den alliierten Landungen in Italien zu den Sicherungskräften im Mittelmeer, wo sie den Rest des Krieges im Einsatz blieb. Die Nachkriegszeit gehörte das Schiff zur Reserveflotte und im November 1957 wurde die Atherstone zum Abwracken verkauft.

## Geschichte des Schiffes
Die HMS Atherstone war das Typschiff zum ersten Auftrag für neue Geleitzerstörer der Hunt-Klasse. Im März/April 1939 wurden 20 Schiffe des neuen Typs bei britischen Werften bestellt. Die Planung sah für diese Schiffe drei 102-mm-Zwillingsgeschütze als Hauptbewaffnung vor. Allerdings war die Tragfähigkeit des Rumpfes der ersten Serie durch eine fehlerhafte Berechnung zu gering, um diese tragen zu können. So erhielten die zwanzig Schiffe als Typ I nur zwei Doppelgeschütze als Bug- und Heck-Bewaffnung. Allerdings wurde der 2pdr-40-mm-Flakvierling anstelle des nicht installierten dritten 102-mm-Geschützes auf das hintere Deckshaus gestellt, wo die für Nahbereichs-Flugabwehr vorgesehene Waffe einen hervorragenden Feuerbereich hatte. Dazu gab es Reduzierungen der Aufbauten und des Schornsteins, um das Topgewicht zu reduzieren und aus Stabilitätsgründen wurde auch noch Ballast im Rumpf verbaut.

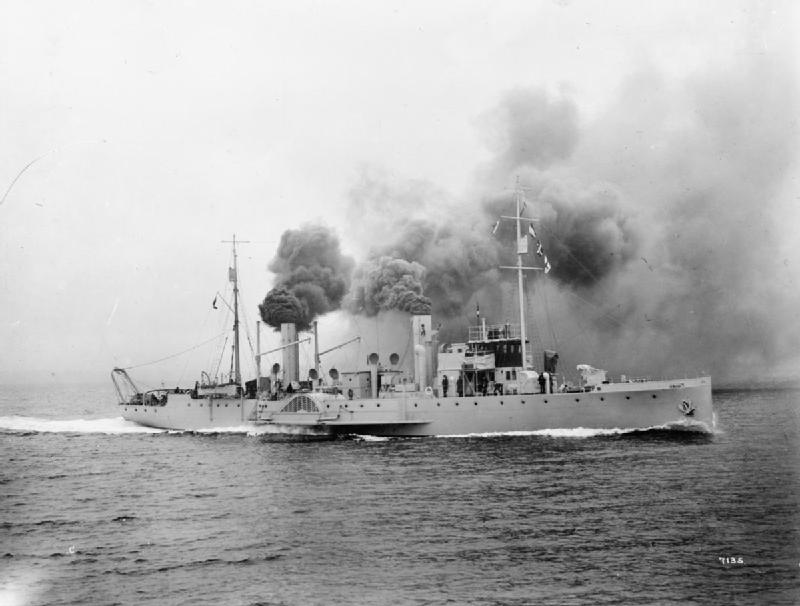
Die erste Atherstone, ein Boot der Racecourse-Klasse von 1916

Der Auftrag für den Bau des Typschiffs der neuen Geleitzerstörer ging an Cammell Laird in Birkenhead, wo am 8. Juni 1939 die Kiellegung von zwei Hunt-Zerstörern erfolgte. An diesem Tag fand meist auch bei den anderen am Bauprogramm beteiligten Werften die Kiellegung ihrer Aufträge statt. Die Atherstone lief am 12. Dezember 1939 als einer der ersten Hunt-Zerstörer vom Stapel. Das Schiff erhielt den Namen eines Minensuchers der Racecourse-Klasse. Von diesen 810 ts großen Küstenminensuchern mit Seitenrad-Antrieb gab es 32 Schiffe.
Am selben Tag wie bei der Atherstone erfolgte auch der Stapellauf der Hambledon bei Swan Hunter in Wallsend und vor dem Jahresende lief auch noch die HMS Eglinton (L87) bei Vickers-Armstrong in Newcastle vom Stapel.

Das gleichzeitig bestellte Schwesterschiff der Atherstone, HMS Berkeley (L17), lief 29. Januar 1941 vom Stapel. Im August/September 1940 waren dann die Stapelläufe von Blencathra und Brocklesby bei Cammell Laird; beide Bestellungen des ersten Kriegsbauprogramms unmittelbar nach Kriegseintritt, die schon den verbesserten Rumpf der Typen II und III der Klasse erhielten, aber noch wie Typ-I-Schiffe bewaffnet wurden. Cammell Laird fertigte noch zwei weitere Schiffe vom Typ II (HMS Badsworth und Beaufort), die im ersten Halbjahr 1941 vom Stapel liefen und dann vier Schiffe vom Typ III, wobei die Indienststellung des letzten Paares (Eskdale und Glaisdale) im Sommer 1942 durch die norwegischen Marine erfolgte.

### Kriegseinsätze
Die ersten Einsätze des Schiffes erfolgten bei der 1. Zerstörerflottille in Portsmouth. Im Juni/Juli 1940 erfolgten weitere Tests zum Einfahren der Besatzung in Scapa Flow bei Home Fleet, wo die Atherstone Geleitaufgaben in der Sicherung ankommenden Evakuierungsgeleite aus Norwegen und von Minenlegeoperationen erledigte.

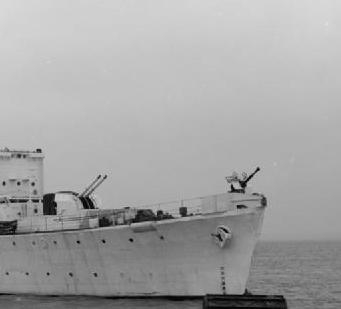
2pdr-Buggeschütz

Im August kehrte sie wieder zur Flottille im Kanal zurück. Am 11. September 1940 wurde sie beim Geleit des Konvois CW 11 zur Themse aus der Luft angegriffen und erlitt schwere Schäden durch zwei direkte (50 kg) und einen Nahtreffer (250 kg). Fünf Mann der Besatzung verloren bei dem Angriff ihr Leben. In der Navywerft in Chatham erfolgte die Reparatur des Schiffes bis zum Januar 1941. Bei einer durch Schlechtwetterschäden verursachten Werftliegezeit Ende 1942 erhielt die Atherstone, wie viele zur Sicherung der Küstenkonvois eingesetzten Schiffe, am Bug noch ein einzelnes 2pdr-Geschütz zur Verbesserung der Verteidigung gegen Schnellboote. Nach der durchgeführter Überholung wechselte die Atherstone zur 15. Zerstörerflottille nach Plymouth zur Sicherung der südwestlichen Zufahrtswege zu den britischen Inseln.

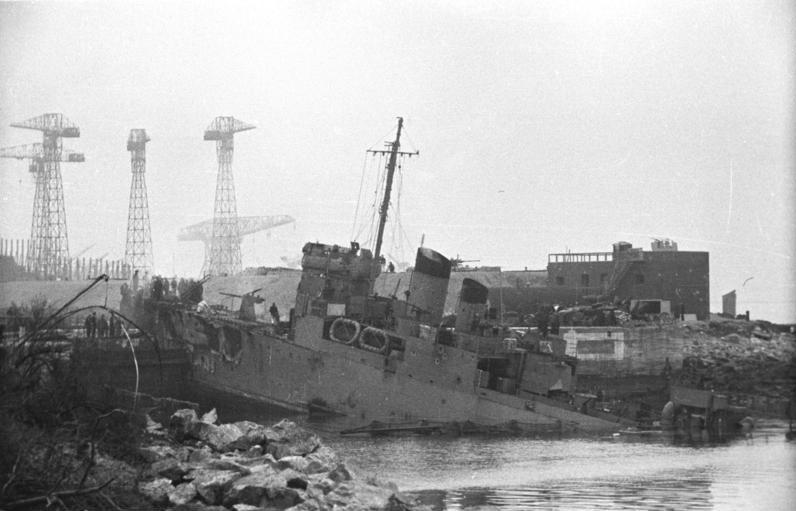
Die in der Normandie-Schleuse verkeilte Campbelltown

Beim britischen Raid gegen das sog. Normandie-Dock im Hafen von Saint-Nazaire im März 1942 sollte die Atherstone mit der Tynedale den Angriffsverband aus einem mit Sprengstoff beladenen alten Zerstörer (Campbelltown), sechzehn Motorbarkassen, einem Motor-Kanonenboot und einem Motor-Torpedoboot im Schutze eines ablenkenden Luftangriffs möglichst weit zum Angriffsziel eskortierten. Der Commando-Angriff sollte das Dock als einzige Reparaturmöglichkeit bei einem etwaigen Einsatz der Tirpitz im Atlantik außer Gefecht setzen. Auf dem Marsch konnten die beiden Geleitzerstörer ein erkanntes deutsches U-Boot abdrängen, brachten den Verband am 27. März 1942 bis 21:00 Uhr auf eine Position 65 Seemeilen vor St. Nazaire und blieben dann auf See.

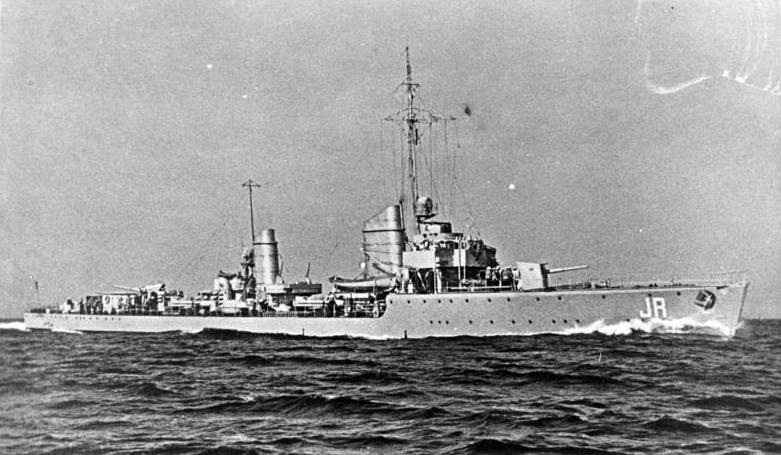
Die Jaguar

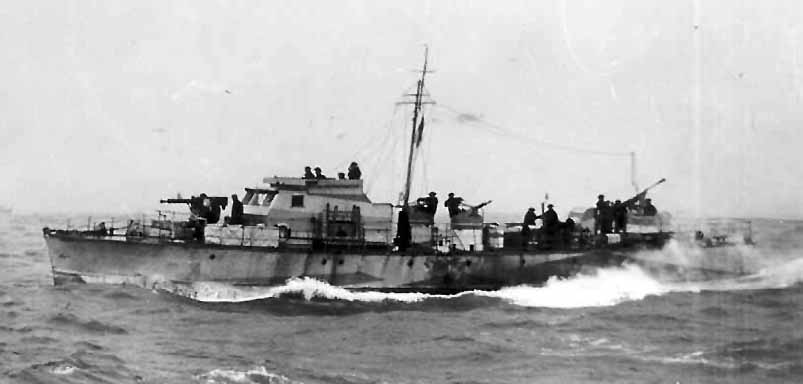
MGB 364

Am Morgen des 28. trafen die wartenden Atherstone und Tynedale auf fünf deutsche Torpedoboote (Seeadler, Iltis, Jaguar, Falke, Kondor) und eröffneten das Feuer auf über 10 km Entfernung. Die deutschen Torpedoboote zogen sich nach zehn Minuten zurück. Kurz nach dem Gefecht trafen die Geleitzerstörer die zurücklaufende MGB 364 und zwei Barkassen. Atherstone übernahm von den Booten die Verwundeten und man begann den Rückmarsch, da ein Eintreffen weiterer Boote nicht erwartet wurde. Gegen 9:00 Uhr trafen zwei weitere Hunt-Zerstörer aus Plymouth zur Sicherung des Verbandes ein, der kurz darauf von einer Heinkel He 115 entdeckt und in der Folgezeit mehrfach von der Luftwaffe angegriffen wurde. Trotz der Luftsicherung durch Beaufighters und Hudsons entschied der Verbandsführer, wegen der Angriffe und der schweren See die Motorboote zu versenken, um den Schwerverwundeten an Bord der Atherstone möglichst schnell eine gute ärztliche Versorgung an Land zu ermöglichen.
Im Mai 1942 wechselte die Atherstone zur 16. Zerstörerflottille in Sheerness, um künftig an der britischen Ostküste eingesetzt zu werden. Im März 1943 verlegte sie dann zur 18. Flottille im Westlichen Mittelmeer, wo sie von der algerischen Küste eingesetzt wurde. Anfang Juli 1943 war sie einer von 43 bei der alliierte Landung an der Süd- und Südostküste Siziliens eingesetzten Hunt-Zerstörern (Operation Husky). Bei der Anfang September folgenden Landung der 5. US-Armee in der Bucht von Salerno (Operation Avalanche) gehörte sie zum Verband der „Support Carrier Force“ (TF.88) unter Konteradmiral Vian, die in der Landungszone mit dem Leichten Träger Unicorn, vier Geleitträgern der Attacker-Klasse (Battler, Attacker, Hunter, Stalker), drei Kreuzern der Dido-Klasse und acht weiteren Hunt-Zerstörern, darunter den polnischen Ślązak und Krakowiak, die Luftsicherung stellte.

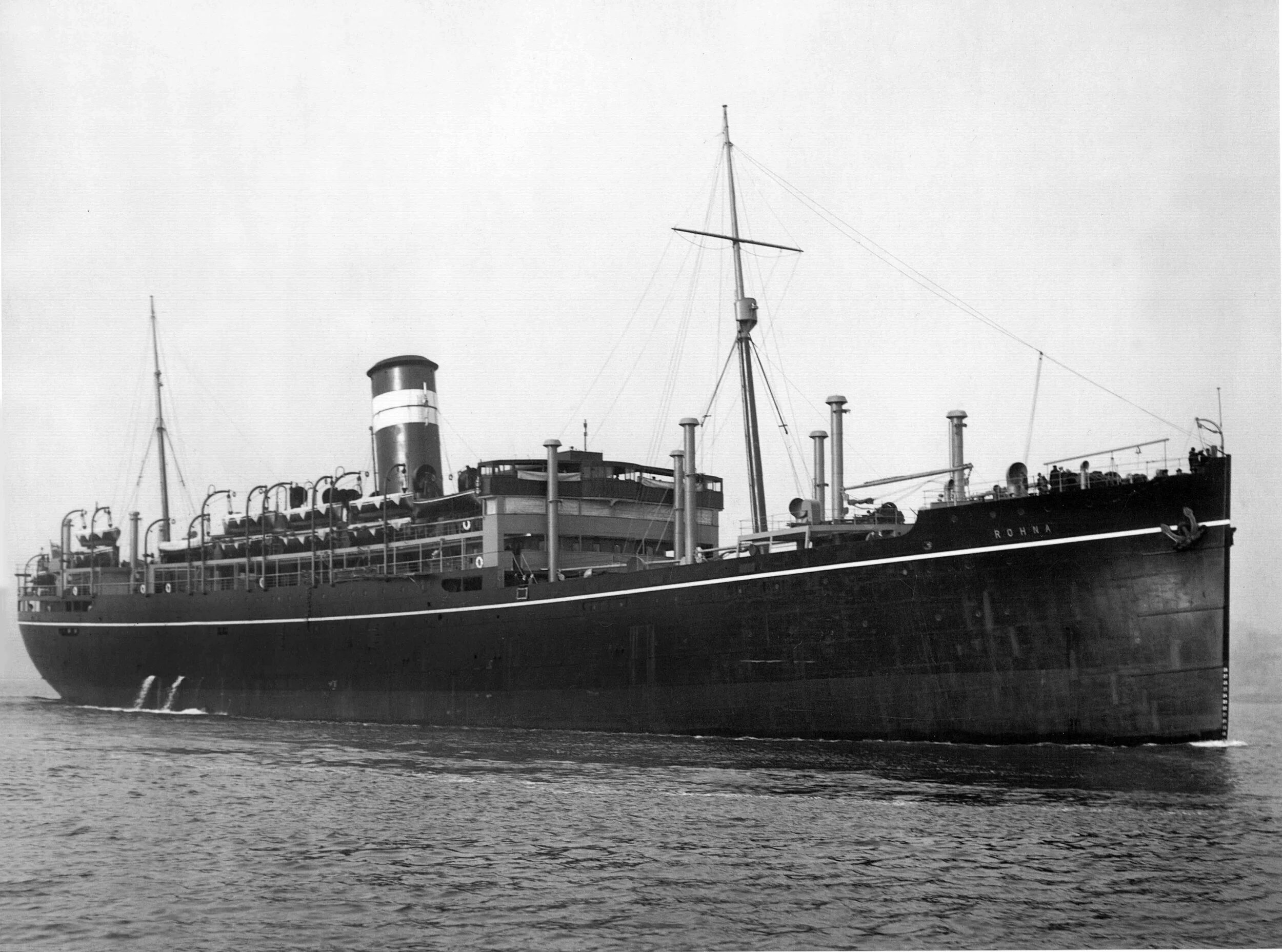
Der Truppentransporter Rohna

Bei der Sicherung des Konvois KMF 26 von Oran nach Ägypten erfolgte am 26. November 1943, einen Tag nach dem Auslaufen, ein Angriff eines Luftwaffenverbandes mit Heinkel He 177. Eine der Maschinen traf mit einer ferngesteuerten Henschel Hs 293 den Truppentransporter HMT Rohna, der sank. Der Minensucher USS Pioneer und der Frachter Clan Campbell ließen sich zurückfallen, um Schiffbrüchige zu retten. Die Atherstone wurde auch zurückgelassen, um einen etwaigen weiteren Luftangriff abzuwehren. Der hohe Seegang ließ den Einsatz von Rettungsbooten nicht zu. Die Rettungsschiffe konnten über 1000 Schiffbrüchige aufnehmen, davon allein über 600 die Pioneer und auch 70 die Atherstone. Allerdings kamen auch über 1100 Menschen ums Leben, darunter 1015 US-amerikanische Soldaten.
Anfang August 1944 war die Atherstone einer von 20 zur Sicherung der alliierten Landung in Südfrankreich eingesetzten Hunt-Zerstörer (Operation Dragoon). Im November 1944 wurde der Zerstörer der 5. Zerstörerflottille in Alexandria zugeteilt und meist in der Adria eingesetzt.

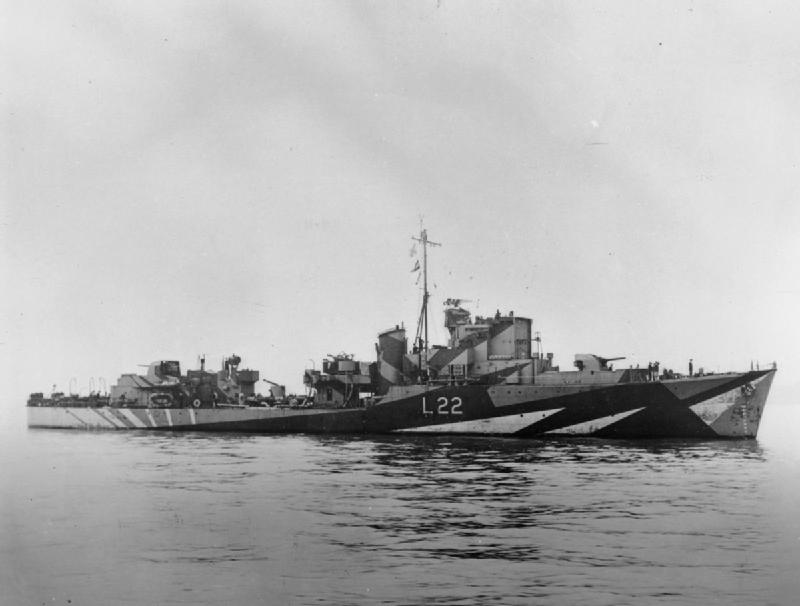
Die Aldenham 1942

Am 14. Dezember 1944 beschoss die Atherstone mit der auch bei Cammell Laird gebauten Aldenham vom Typ Hunt III feindliche Stellungen auf der Insel Pag und an der gegenüber liegenden Festlandsküste mit Hilfe von Artilleriebeobachtern auf der Insel und unterstützt von Partisanen. Auf dem Rückmarsch geriet die Aldenham an der Seeseite der Insel Pag auf eine Mine und sank. 63 Mann der Besatzung, darunter der Kommandant, wurden von der hinter ihr laufenden Atherstone und zwei Küstenschutzbooten gerettet, 126 Mann starben.

### Endschicksal
Die Atherstone blieb bis in den Oktober 1945 im Mittelmeer und kehrte dann nach Portsmouth zurück und lag dort die nächsten acht Jahre als Schiff der Reserveflotte auf. Dann wurde sie nach Cardiff zur dortigen Division der Reserveflotte verlegt. 1957 wurde das Schiff zum Verkauf angeboten. Im November 1957 wurde die Atherstone zum Abbruch an Smith & Houston in Port Glasgow verkauft, wo das ausgesonderte Schiff am 25. November 1957 im Schlepp eintraf.

## Erneute Namensverwendung

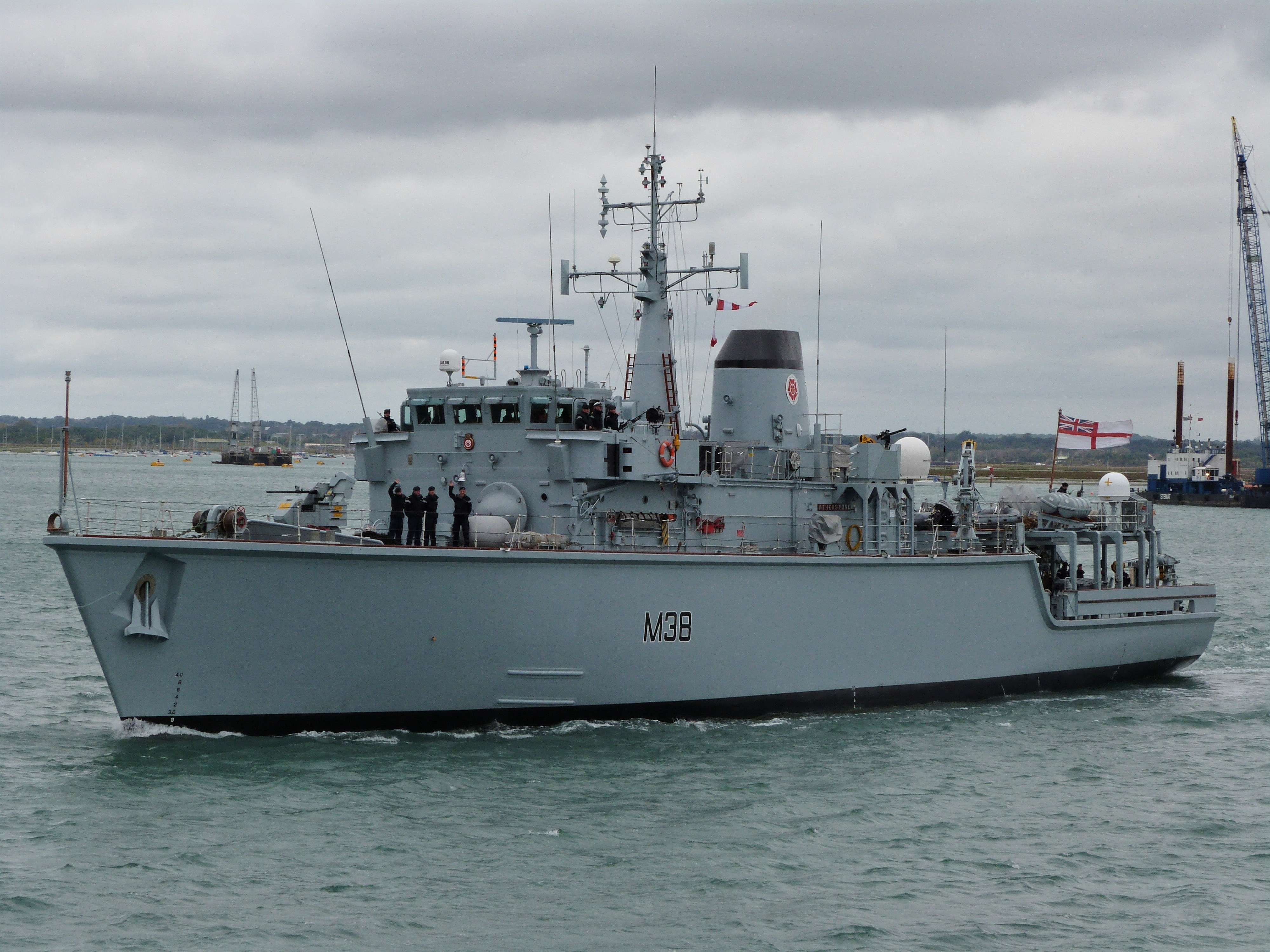
Der Minenjäger Atherstone 2011

Seit dem 17. Januar 1987 gibt es wieder eine HMS Atherstone (M38) im Dienst der Royal Navy. Die dritte Atherstone ist Minenjagdboot der dritten Hunt-Klasse, das am 1. März 1986 bei Vosper Thornycroft in Woolston, Southampton vom Stapel lief und heute von der „2nd Mine Countermeasure (MCM) Squadron“ in Portsmouth eingesetzt wird.